# Mignet Pou-du-Ciel
Als Pou-du-Ciel (deutsch etwa: Himmelslaus, auch bekannt als Flying Flea) bezeichnet man eine Familie von Leichtflugzeugen des  französischen Flugzeugkonstrukteurs Henri Mignet, dessen Besonderheit die beiden hintereinanderliegenden Tragflächen sind.

## Konstruktion

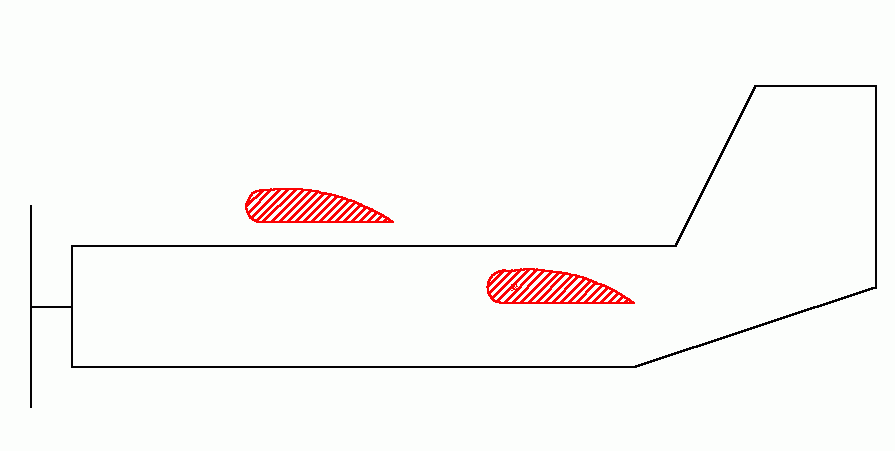
Tragflächenanordnung bei einer Himmelslaus

Die Himmelslaus wurde von Henri Mignet erstmals konstruiert und seitdem von vielen Amateurflugzeugbauern nachgebaut. Die Maschine ist konstruktiv als Tandem-Tragflächen-Flugzeug ausgelegt, wobei die vordere Tragfläche eine größere Spannweite aufweist und höher angebracht ist als die hintere.
Als Besonderheit wird die Steuerung um die Querachse (Höhensteuerung) durch Veränderung des Einstellwinkels der vorderen Tragfläche vorgenommen; ein konventionelles Höhenruder gibt es nicht. Ebenso wurde auf eine Steuerung um die Längsachse in Form von Querrudern oder Tragflächenverwindung verzichtet. Kurven werden einzig mit dem Seitenruder gesteuert, wobei sich das Flugzeug von selbst im geeigneten Maße um die Längsachse dreht.
Bei Exemplaren mit geringem Höhenversatz der beiden Tragflächen kann ein großer Ausschlag der Höhensteuerung in Richtung „Steigen“ zu einer Umkehr der Wirkung führen, indem es zwischen (abgesenkter) Endleiste der vorderen und Nasenkante der hinteren Tragfläche zu einem Düseneffekt kommt, wodurch sich der Auftrieb der hinteren Tragfläche durch die beschleunigte Luftströmung erhöht. Als Resultat geht das Flugzeug mit steigendem „Höhenruderausschlag“ immer stärker in einen Sturzflug über. Durch entsprechend größere Höhenstaffelung der Tragflächen kann dieser Effekt vermindert werden.

## Technische Daten
| Kenngröße             | Daten                                 |
| --------------------- | ------------------------------------- |
| Besatzung             | 1                                     |
| Länge                 | 3,49 m                                |
| Spannweite            | 6,06 m                                |
| Nutzlast              | ? kg                                  |
| Leermasse             | 102 kg                                |
| Startmasse            | 193 kg                                |
| Reisegeschwindigkeit  | 88 km/h                               |
| Höchstgeschwindigkeit | 104 km/h                              |
| Triebwerke            | ein Henderson Motorradmotor, 1300 cm³ |